# Гришина, Анастасия Ивановна
Анастаси́я Ива́новна Гри́шина (род. 6 декабря 2002, Алтайское, Алтайский край) — российская биатлонистка, призёр юниорского чемпионата Европы, чемпионка России. Мастер спорта России.

## Биография
Родилась в Алтайском крае. Отец Анастасии, Иван Геннадьевич Гришин, являлся военным, имел звание старшего сержанта.
Биатлоном начала заниматься в 16-летнем возрасте у Александра Александровича Вебера, который до сих пор является её личным наставником.
Окончила международный колледж сыроделия по направлению «гостиничное дело», расположенный в родном селе Анастасии. Обучается на тренера в Алтайском педагогическом университете.

### Карьера
Неоднократно становилась победителем и призёром первенств России среди юниорок. В 2019 году выиграла две золотые медали на международных спортивных играх «Дети Азии».
Участница юниорских чемпионатов мира 2021 и 2022 годов.
На юниорском чемпионате Европы 2022 года Анастасия выиграла бронзу в индивидуальной гонке и серебро в одиночной смешанной эстафете. На чемпионате России того же года в Тюмени завоевала первую награду на взрослом уровне, заняв третье место в эстафете.
Юниорские и молодёжные достижения
| Год  | Место проведения  | Возраст | Инд | Спр | Пр | Эст | ОСм |
| ---- | ----------------- | ------- | --- | --- | -- | --- | --- |
| 2021 | ЧМ Обертиллиах    | U19     | 6   | 8   | 7  | 6   | —   |
| 2022 | ЧЕ Поклюка        | U22     | 3   | —   | —  | —   | 2   |
| 2022 | ЧМ Солт-Лейк-Сити | U22     | 9   | 12  | 18 | —   | —   |

Перед сезоном 2023/24 вошла в состав основной сборной России в группу тренера Артёма Истомина. В ноябре 2023 года впервые попала на личный пьедестал, заняв второе место в масс-старте на Кубке России, а в марте 2024 года стала чемпионкой страны, завоевав золото в смешанной эстафете в составе команды Новосибирской области.
В сезоне 2024/25 впервые в карьере завоевала медаль в рамках Кубка Содружества, выиграв серебро в пасьюте на этапе в Ханты-Мансийске. На втором этапе Кубка России Анастасия завоевала бронзу в спринте. В январе 2025 года совместно с лыжниками стала серебряным призёром коммерческой «Гонки чемпионов» в смешанной эстафете.

## Личная жизнь
8 июля 2025 года вышла замуж за Олега Домичека (род. 2002), биатлониста-партнёра по команде Новосибирской области. 